# 马恩河畔阿济
马恩河畔阿济（法語：Azy-sur-Marne，法語發音：[azi syʁ maʁn]）是法国上法蘭西大區埃纳省的一个市镇，属于蒂耶里堡区。

## 地理
马恩河畔阿济（49°0'5"N, 3°21'58"E）面积2.78 平方千米，位于法国上法蘭西大區埃纳省，该省份为法国北部内陆省份，北起北部省，西接索姆省和瓦兹省，东临阿登省和马恩省，西南至塞纳-马恩省，东北部与比利时接壤。
与马恩河畔阿济接壤的市镇（或旧市镇、城区）包括：博内伊、马恩河畔谢济、马恩河畔埃索姆、马恩河畔罗姆尼。

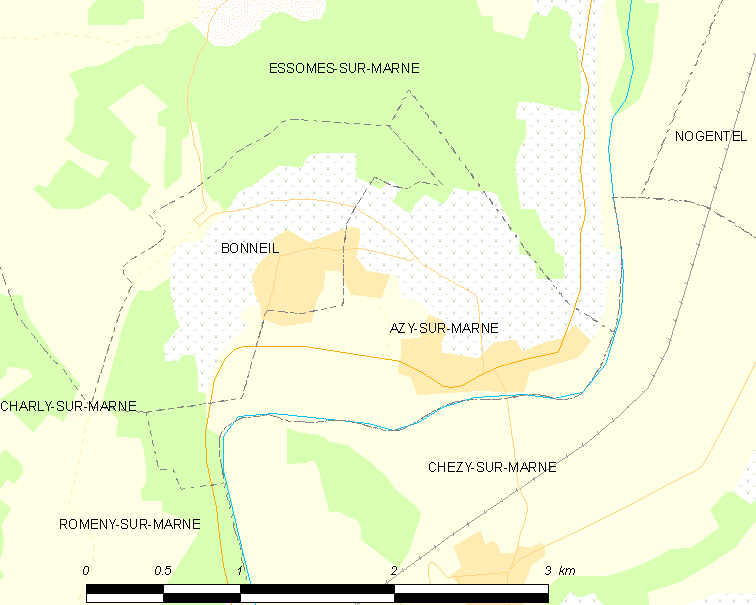
马恩河畔阿济的OSM定位图

马恩河畔阿济的时区为UTC+01:00、UTC+02:00（夏令时）。

## 行政
马恩河畔阿济的邮政编码为02400，INSEE市镇编码为02042。

## 政治
马恩河畔阿济所属的省级选区为马恩河畔埃索姆县。

## 人口

1962-2008年间马恩河畔阿济人口变化图示

马恩河畔阿济于2022年1月1日时的人口数量为370人。